# Phyllophila leucostigmata
Phyllophila leucostigmata là một loài bướm đêm trong họ Noctuidae.